# 布里西山
47°9′12″N 9°16′36″E / 47.15333°N 9.27667°E

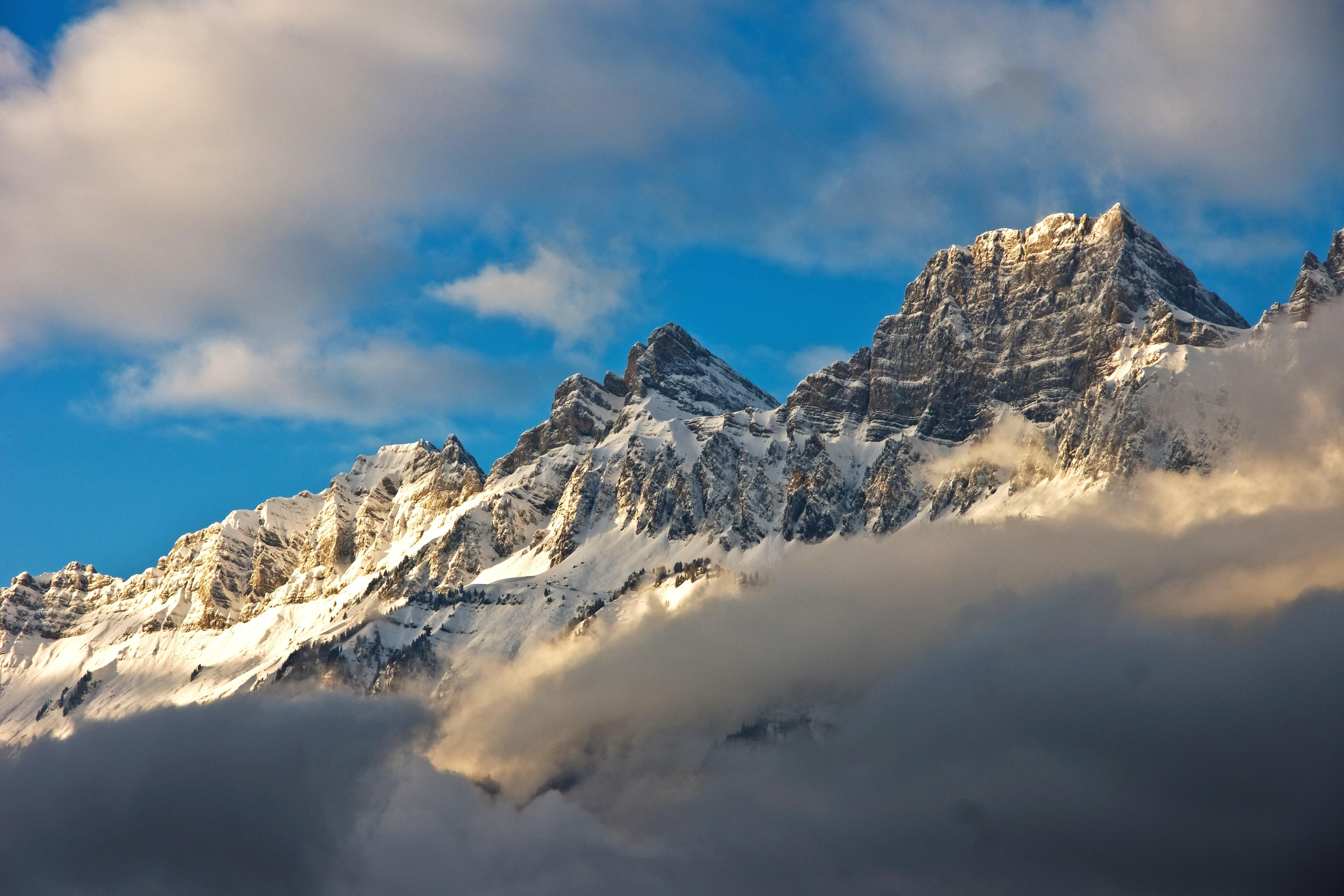

布里西山（Brisi），是瑞士的山峰，位於該國東北部，由聖加侖州負責管轄，屬於阿彭策爾阿爾卑斯山脈的一部分，海拔高度2,279米，每年平均降雨量1,954毫米。

## 外部連結
- Brisi on Summitpost （页面存档备份，存于）